# Ciepłe (województwo pomorskie)
Ciepłe (niem. Warmhof) – wieś kociewska w Polsce położona w województwie pomorskim, w powiecie tczewskim, w gminie Gniew. Przysiółkiem wsi jest Kotło.
W latach 1975–1998 miejscowość administracyjnie należała do województwa gdańskiego.
Ciepłe – wczesnośredniowieczny zespół osadniczy w północnej Polsce (Pomorze Wschodnie), związany z ekspansją państwa piastowskiego w X–XI wieku. Obejmuje trzy grody, trzy osady oraz dwa cmentarzyska, położone nad Wisłą.
Miejscowość stała się znana w 1900 roku, kiedy odkryto sześć grobów komorowych, w tym bogato wyposażany Grób V, początkowo interpretowany jako „wikiński” (La Baume 1926). W latach 2004–2014 przeprowadzono szerokie badania wykopaliskowe, które ujawniły kolejne groby elitarne, porównywane do znalezisk z Bodzi, Dziekanowic i Kałdusa, a także powiązane ze skandynawskimi praktykami funeralnymi.
Nowy interdyscyplinarny projekt badawczy rozpoczęty w 2023 roku potwierdził strategiczne i polityczne znaczenie Ciepłego w procesie włączania Pomorza do państwa Piastów. Badania wykopaliskowe i prospekcje pozwoliły datować założenie głównego grodu (Ciepłe 3) na schyłek X wieku (980–990). Groby komorowe odnotowano również na drugim cmentarzysku, co czyni Ciepłe pierwszym znanym stanowiskiem w dorzeczu Wisły, gdzie tego typu pochówki występują w obrębie dwóch nekropoli.

## Wojna polsko-szwedzka (1626–1629)
Podczas wojny polsko-szwedzkiej w latach 1626–1629 okolice Ciepłego znalazły się w strefie działań militarnych związanych z bitwą pod Gniewem (1626). W trakcie badań w latach 2023–2024 odkryto relikty tzw. Schweden Schanze – polowych umocnień ziemnych wzniesionych na pozostałościach wczesnośredniowiecznego grodu. Wśród znalezisk znalazły się kule muszkietowe, forma do odlewania ołowianych kul oraz szczątki kostne co najmniej sześciu osób, datowane radiowęglowo na początek XVII wieku. W połączeniu ze szwedzkimi mapami wojskowymi świadczy to o ponownym wykorzystaniu miejsca w trakcie działań zbrojnych. Znaleziska łączą Ciepłe bezpośrednio z wydarzeniami związanymi z bitwą pod Gniewem, rzucając nowe światło na historię militarną doliny Wisły.